# Герб Котовска
Герб муниципального образования Кото́вск Тамбовской области Российской Федерации.
Герб Котовска утверждён решением 23 сессии Котовского городского Совета народных депутатов пятого созыва от 30 июня 2011 года № 242.
Герб внесён в Государственный геральдический регистр Российской Федерации с присвоением регистрационного номера № 7210.

## Описание герба
«В червлёном поле на зелёной, тонко окаймлённой серебром, волнистой оконечности, обременённой золотым пушечным стволом — вырастающая ель того же металла».

Герб города Котовска, в соответствии с Законом Тамбовской области от 27 марта 2003 года № 108-З «О гербе Тамбовской области» (статья 4), может воспроизводиться в двух равно допустимых версиях:
 — без вольной части;
 — с вольной частью — четырёхугольником, примыкающим изнутри к верхнему краю герба города Котовска с воспроизведёнными в нем фигурами из гербового щита области.

## Символика герба
Герб языком символов и аллегорий отражает исторические, экономические и природные особенности города.
Город Котовск возник как рабочий посёлок при строительстве государственного оборонного завода, начавшегося в 1914 году. Высокое значение завода в Первую мировую войну стало залогом скорейшего введения его в эксплуатацию и строительства самого поселка для рабочих. За двадцать шесть лет безымянный призаводской посёлок превратился в город.
16 апреля 1940 года Указом Президиума Верховного Совета РСФСР переименован в город Котовск. И в годы Великой Отечественной войны пороховой завод (завод № 204) работал круглосуточно не закрываясь ни на день. За время войны здесь было произведено сорок миллионов зарядов и девяносто тысяч тонн пороха. За заслуги в обеспечении Советской Армии и Военно-Морского флота в годы войны завод был награждён орденом Отечественной войны I степени. Пороховой завод, его роль в появлении и становлении города аллегорически отражена в гербе красным полем и орудийным стволом.
Красное поле также отсылает к одному из ранних названий посёлка (с 1919 до 1939 года) — Красный боевик.
Красный цвет — символ мужества, силы, труда, красоты и праздника. Город Котовск расположен к югу от Тамбова на правом высоком берегу реки Цна, показанной в гербе серебряным волнистым поясом. Первоначально здесь был лес, и улицы посёлка прорубались просеками. И сегодня Котовск — один из самых зелёных и благоустроенных городов области. Об этом в гербе символизируют зелёная оконечность и золотая растущая ель.
Зеленый цвет — символ молодости, здоровья, природы, жизненного роста.
Золото — символ богатства, стабильности, уважения, солнечного света и тепла.
Серебро — символ чистоты, совершенства мира и взаимопонимания.

## История герба
В 2010 году в связи с 70-летием города Котовска, был объявлен конкурс на создание герба и утверждён состав организационного комитета по его утверждению.
Первоначально герб Котовска был утверждён городским советом народных депутатов 18 мая 2011 года.
Герб Котовска был доработан Союзом геральдистов России и утверждён решением 23 сессии Котовского городского Совета народных депутатов пятого созыва 30 июня 2011 года.
Авторы герба: идея — Николай Луговских, Аркадий Антонян (оба — Котовск); геральдическая доработка — Константин Моченов (Химки), Сергей Янов (п. Малаховка); художник и компьютерный дизайн — Ольга Салова (Москва); обоснование символики — Кирилл Переходенко (Конаково).
Герб впервые был продемонстрирован широкой публике и использован на Покровской ярмарке, состоявшейся на Набережной улице города Тамбова 14-15 октября 2011 года.